# Klaus Köller
Klaus Köller (* 6. August 1943) ist ein ehemaliger deutscher Fußballspieler.

## Werdegang
Klaus Köller begann seine Karriere beim TuS Eintracht Bielefeld und wechselte 1965 vom TuS Ost Bielefeld zu Arminia Bielefeld in die Regionalliga West. In der Saison 1969/70 gelang mit Bielefeld der Aufstieg in die Bundesliga. In der folgenden Saison 1970/71 absolvierte Köller zehn Spiele in der Bundesliga. Insgesamt kam der Verteidiger zwischen 1965 und 1971 in 138 Ligaspielen für Arminia Bielefeld zum Einsatz, in denen er fünf Tore erzielte. Im Anschluss wechselte er zum SVA Gütersloh, wo er bis 1974 spielte. Anschließend ließ er seine Karriere beim Bielefelder Amateurverein TuS Jöllenbeck ausklingen.

## Privates
Köller ist gelernter Industriekaufmann.